# Gjestvang & Co
Gjestvang & Co var Sveriges första bilförsäljningsföretag.
Det grundades 1903 av norskfödde Even Christian Gjestvang (1853-1932). Det blev generalagent för Hudson och senare för Peugeot, och introducerade även bilmärket Ford i Sverige.
Firman låg på 1940-talet vid Strandvägen, Stockholm. Christan Gjestvangs dotter Alexandra Gjestvang var verkställande direktör i företaget från 1936.
Gjestvangs specialiserade sig så småningom på Peugeot och hade ett gott rykte för sin service och expertis på märket.
Omstruktureringar inom bilhandeln, marknadsförändringar, förändrade distributionskanaler och ekonomiska utmaningar ledde till slut till att företaget stängde ner sin verksamhet omkring 2010.